# 뉴욕시 정부
뉴욕시 정부(영어: government of New York City)는 뉴욕시 헌장 아래에 조직된 "강한" 시장 의회 (mayor-council system)을 취하는 미국 뉴욕의 지방 정부이다. 뉴욕 시장은 선거에 의해 4년 임기로 선출되어 정부의 정권을 가지게 된다. 뉴욕 시의회는 51석으로 구성된 단원제 의회로, 의원은 51개 선거구에서 각 1명씩 선출되며 임기는 4년이다.
뉴욕시 정부는 325,000명의 직원이 있으며, 이 규모는 미국 도시 중에서는 최대 규모이며, 주와 비교해도 캘리포니아 주, 텍사스 주, 뉴욕 주보다도 크다. 이 정부는 미국의 대부분의 다른 도시보다 중앙 집권적인 제도를 채택하고 있으며, 정부는 공립 학교, 교정 시설, 도서관, 공공 안전, 오락 시설, 위생, 급수, 그리고 복지 등의 사업을 담당하고 있다. 뉴욕은 다섯 개의 행정구로 구성되며, 각 행정구는 뉴욕의 한 군과 범위가 일치한다. 맨해튼은 뉴욕 군, 브루클린은 킹스 군, 브롱크스는 브롱크스 군, 퀸스는 퀸스 군, 스태튼아일랜드는 리치먼드군이다. 뉴욕은 1898년에 다섯 개의 구가 합병하여 현재의 형태가 되어 각 군 정부는 뉴욕시의 중앙 집권 정부에 통합되었다. 그러나 각 군의 범죄를 기소하기 위해 자신의 지역 검사 (District attorney)를 보유하고 있으며, 대부분의 법원은 각 군에 조직되어 있다.